# Burlacu
Burlacu è un comune della Moldavia situato nel distretto di Cahul di 2.087 abitanti al censimento del 2004.

## Località
Il comune è formato dall'insieme delle seguenti località: (popolazione 2004)
- Burlacu (1.835 abitanti)
- Spicoasa (252 abitanti)